# Église Saint-Jean-Baptiste de Kargopol

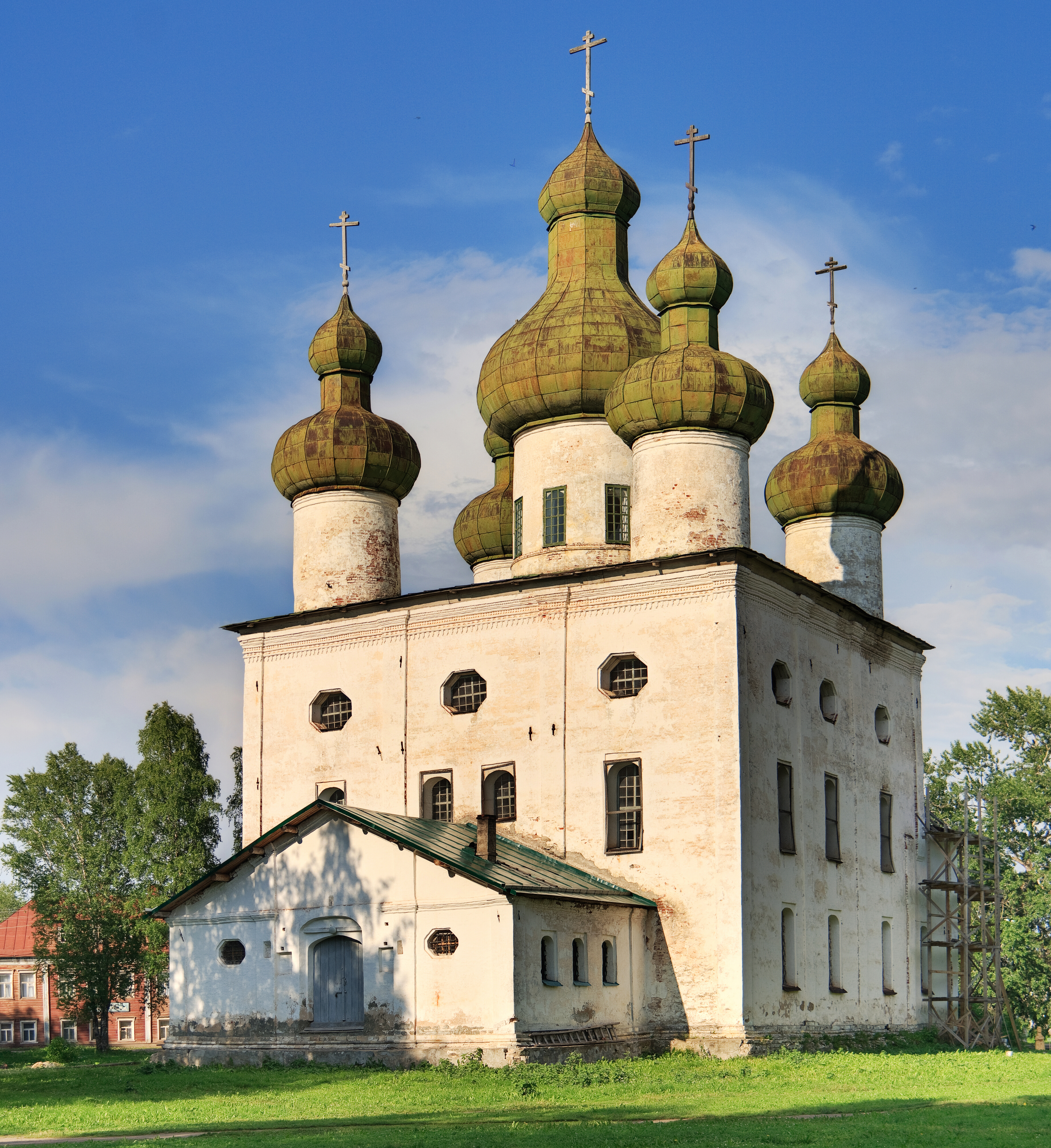
église Saint-Jean-Baptiste (Kargopol)

Pour les articles homonymes, voir Église Saint-Jean-Baptiste.
L'église Saint-Jean-Baptiste de Kargopol (en russe : Церковь Иоанна Предтечи (Каргополь)) est une église orthodoxe à cinq coupoles en pierres blanches située dans la ville de Kargopol, dans l'oblast d'Arkhangelsk en fédération de Russie. L'édifice est classé dans la liste du patrimoine culturel de la Russie au niveau fédéral.  

## Historique
La construction de l'église date de 1740 à 1752. Le site était occupé précédemment par une église en bois sur la même Place de la Cathédrale, à gauche de la cathédrale de la Nativité-du-Christ.
Depuis 1994, l'église fait partie du musée-réserve d'histoire de l'architecture et des beaux-arts de Kargopol. En 1996, elle a été transférée à l'éparchie d'Arkhangelsk et Khomogorski. Depuis 2017, elle dépend de l'éparchie de Plessetsk.

## Architecture et décoration
Cette église aux formes sévères est, avec ses 35 mètres, la plus haute de la ville. Ses coupoles de style baroque se dressent au-dessus des murs à trois niveaux de fenêtres. Les formes de ces fenêtres varient à chaque étage : rectangulaires surmontées d'arcs légèrement arrondis au premier niveau, puis rectangulaires simples, et enfin octogonales au troisième niveau. Le toit est à quatre pentes couvertes de cinq tambours largement espacés et surmontés de doubles coupoles baroques. Les quatre plus petites sont trapues et leurs doubles coupoles leur donnent beaucoup d'élégance. Elles ressemblent aux coupoles de certaines églises en bois dont Kargopol possède également plusieurs types. C'est la seule église de Kargopol à avoir de telles coupoles doubles, une petite surmontant la plus grosse.

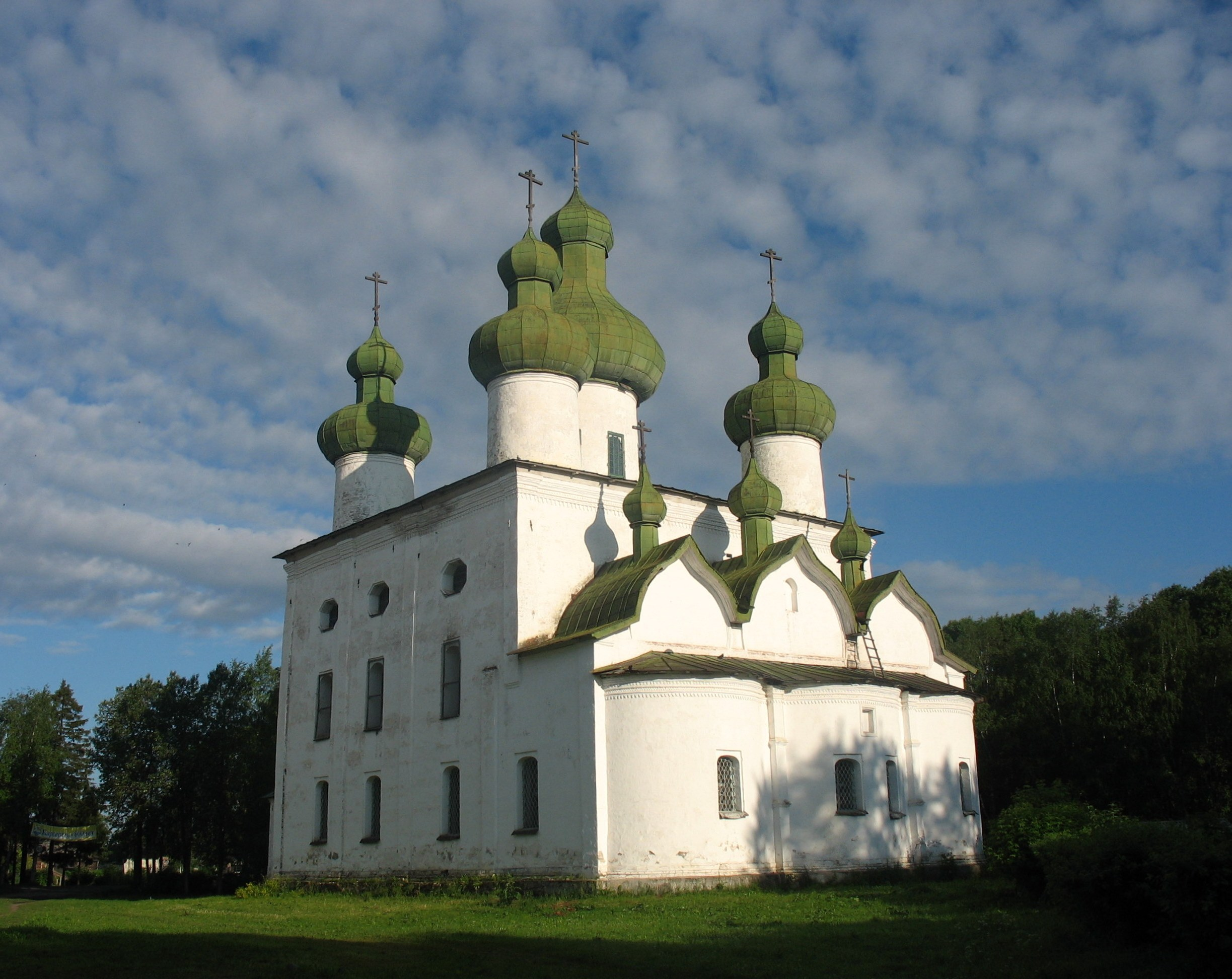
vue du chevet côté est de l'église Saint-Jean-Baptiste

À l'est, le chevet est couvert par trois toitures en forme de quilles, elles-mêmes surmontées de trois élégants petits dômes. Du côté ouest, un petit paperte à deux toits en pente douce jouxte la façade. Au nord, un porche couvert précède l'entrée de l'édifice.
Le bâtiment est en bon état à l'extérieur. Par contre, à l'intérieur, il n'y a pratiquement pas de décoration. L'iconostase n'est plus représentée que par quelques icônes collées sur du contreplaqué et l'immense volume est vide.

## Paroisse
La paroisse a créé et gère une salle de prière spéciale pour les jeunes délinquants de la ville de Niandoma. 
Elle gère également une salle de prière pour les handicapés et les personnes âgées de la ville de Kargopol.
Le dimanche, le catéchisme des enfants fonctionne dans l'église.

## Note
- (ru) Cet article est partiellement ou en totalité issu de l’article de Wikipédia en russe intitulé « Церковь Рождества Иоанна Предтечи » (voir la liste des auteurs).